# ازای فچت
ازای فچت (انگلیسی: Özay Fecht؛ زادهٔ ۱۹۵۳) هنرپیشه، خواننده، موزیسین جاز، و بازیگر سینما اهل آلمان است.
وی همچنین برندهٔ جوایزی همچون جایزه فیلم آلمان شده‌است.